# Comtat de Clermont-en-Beauvaisis
El comtat de Clermont (Clermont-en-Beauvaisis) fou una jurisdicció feudal de França centrada a Clermont-de-l'Oise.
Dos senyors de nom Balduí apareixen al començament del segle xi. El primer esmentat amb el títol fou Hug de Clermont anomenat Mouchy, possible fill de Renald, gran camarlenc de França i senyor de Creil vers 1067 (que s'hauria casat amb la filla de Balduí II, Ermengarda) que tenia uns drets alodials al pagus, de part dels quals un Hugo comis Cestrensis feia donació (esmentat també com Hugo Claramontensis ie Margarita uxior eius en un acte del 1099. La Crònica d'Alberic de Trois-Fontaines esmenta a la seva muller "Margareta" com a tercera filla d'Ebles comte de Roucy i esmenta al seu marit com "comiti Hugonis de Claromonte Baluacensi". Aquesta Margareta era Margarita de Ramerupt, filla d'Hilduí IV de Montdidier i de Ramerupt comte de Coucy; la Genealogiæ Scriptoris Fusniacensis la considera la segona filla del comte Helduí de Ramerupt, comte de Coucy.
Va tenir vuit fills dels quals el successor fou Renald (II) de Clermont (mort abans del 1162, vers el 1157), que va agafar el títol de comte de Clermont després del seu primer matrimoni (vers 1103 o 1104) amb Adelais (Adelaida) comtessa de Vermandois, Valois i Crépy, viuda d'Hug de França (Hugonis Magnus o Hug el Gran) comte consort de Vermandois i filla i hereva d'Heribert IV de Vermandois (1080-1122). Adelaida va morir no abans de 1121 i no després del 1124 i llavors Renald es va casar en segones noces amb una suposada princesa probablement de la família dels comtes de Dammartin i segurament anomenada Clemència, abans de 1140; entre 1152 i 1155 es va casar per tercera vegada amb Clemència de Bar filla de Renald I del Bar que mort Renald, vers 1157/1162, es va casar en segones noces amb Tibald III de Crépy senyor de Nanteuil-le-Haudouin. De la seva primera muller va tenir dos fills, Margarita de Clermont (esposa de Carles de Dinamarca, fill del rei Knut II de Dinamarca, que el 1119 fou el comte Carles el Bo de Flandes, i fou assassinat a Bruges el 1127; Margarita es va casar en segones noces el 1128 amb Hug III Cadavene comte de Saint Pol i encara després de 1145 en terceres noces amb Balduí d'Encre) i Raül de Clermont. Aquest darrer amb el nom de Raül IV el Valent va heretar de la seva mare els comtats de Vermandois, Valois i Amiens 1122-1152; del segon matrimoni va tenir tres fills i una filla: el fill gran Raul el Ros (el Ros Panotxa), senyor de Creil el 1153, el va succeir vers 1157 com a comte de Clermont; fou conestable de França el 1164 i va morir a Terra Santa, a Acre, el 15 d'octubre de 1191. Es va casar el 1153 amb Alix de Breteuil filla de Walerà III senyor de Breteuil-en-Beauvaisis i d'Holdeburge senyora d'Ailly-sur-Noye i de Tartigny; Alix va morir el 1196 o 1197. Un germa de Raül el Ros, de nom Simó, es va casar amb Matilde de Breteuil filla de Walerà III senyor de Breteuil-en-Beauvaisis i d'Holdeburge senyora d'Ailly-sur-Noye i de Tartigny (germana d'Alix, l'esposa del seu germà) i fou el tronc dels senyors d'Ailly, de Nesle, i de Tartigny.
Raul el Ros va tenir quatre fills però l'únic mascle, Felip, va morir abans que el seu pare o almenys abans de saber-se la seva mort (més tard del 1182, abans del 1192) i l'herència va recaure en la seva germana gran Caterina que fou reconeguda comtessa el 1192. Es va casar (1184) amb Lluís de Blois fill del comte Tibauld V el Bó, que va heretar al seu pare el 1191 els comtats de Blois, Chartres i Châteaudun i l'any següent fou comte uxori de Clermont fins a la seva mort en batalla prop d'Adrianòpolis el 15 d'abril de 1205.
Encara cal dir que Renald va tenir de la seva tercera muller sis fills (quatre nois i dues noies).
El comtat va passar al seu fill Tibald VI de Blois (1205 mort el 1218) que va vendre el comtat al rei Felip August (abans de morir el 1218). La seva mare Caterina, es va produir el 19 o 20 de setembre entre el 1212 i el 1223.
La corona el va donar després en assignació i va estar fora del domini reial del 1218 al 1527.

## Llista de comtes
- ?-1023: Balduí I († 1023)
- 1023 - 1042: Balduí II (mort el 1042), fill
- 1042 - 1088: Renald I de Creil (mort el 1088)
- 1088 - 1101: Hug I de Clermont (1035 mort el 1101), fill
- 1101 - 1157: Renaud II (1070 mort vers 1157/1162), fill
- 1157 - 1191: Raül I el Ros (mort el 1191), conestable de França, fill
- 1192 - 1212: Caterina de Clermont, filla
- 1192 - 1205: Lluís de Blois, comte de Blois, comte consort de Clermont
- 1212 - 1218: Tibald VI, comte de Blois (mort el 22 d'abril 1218), fill

## Comtes en assignació
- 1218 - 1234: Felip Hurepel (1200 - mort el 1234), fill de Felip August amb Agnès de Merània
- 1234-?: Alberic de Clermont (1222 -1284), fill. Va cedir les seves possessions a la seva germana per emigrar a Anglaterra.
- ?-1252: Joana de Clermont (1219 - 1252), germana
- 1252-1268 : torna a la corona i Lluís IX de França el Sant, el va donar el 1268 al seu fill.
- 1268 - 1317: Robert de França i de Provença (1256 -1317), fill de Lluís el Sant
- 1317 - 1327: Lluís de Borbó (1279 -1342), duc de Borbó, fill
- El 27 de desembre de 1327 va bescanviar Clermont amb La Marche (la Marca) amb el rei Carles IV de França. Per alguna raó el feu es va mantenir de fet en la casa de Borbó, ducs de Borbó i comtes de la Marca, com assignació per l'hereu fins al 1527.